# Aéroport d'Uranium City
L'aéroport d'Uranium City est un aéroport situé à l'Est d'Uranium City au Canada. 

## Histoire
L'aéroport a été construit à partir de 1950 pour soutenir le développement des activités minières dans la région.
À la suite de la baisse des activités minières, le gouvernement de la province reprit la gestion de l'aéroport. La piste a par ailleurs été raccourcie, passant de 1 500 à 1 200 mètres.

## Compagnies et destinations
| Compagnies | Destinations                                                     |
| ---------- | ---------------------------------------------------------------- |
| Rise Air   | Fond-du-Lac, Prince Albert Glass Field), Saskatoon, Stony Rapids |

Édité le 16/05/2025